# Tegalsari (Sidareja)
Tegalsari is een bestuurslaag in het regentschap Cilacap van de provincie Midden-Java, Indonesië. Tegalsari telt 5038 inwoners (volkstelling 2010).